# 布朗鎮區 (印地安納州華盛頓縣)
布朗鎮區（英語：Brown Township）是位於美國印地安納州華盛頓縣的一個行政鎮區。

## 地方資料
根據2010年美國人口普查的數據，布朗鎮區的面積為80.10平方千米，當中陸地面積為79.60平方千米，而水域面積為0.50平方千米。當地共有人口1199人，而人口密度為每平方千米14.97人。